# Lindqvists förlag
Lindqvists förlag var ett svenskt bokförlag i Stockholm, grundat 1922.